# 統合典拠ファイル

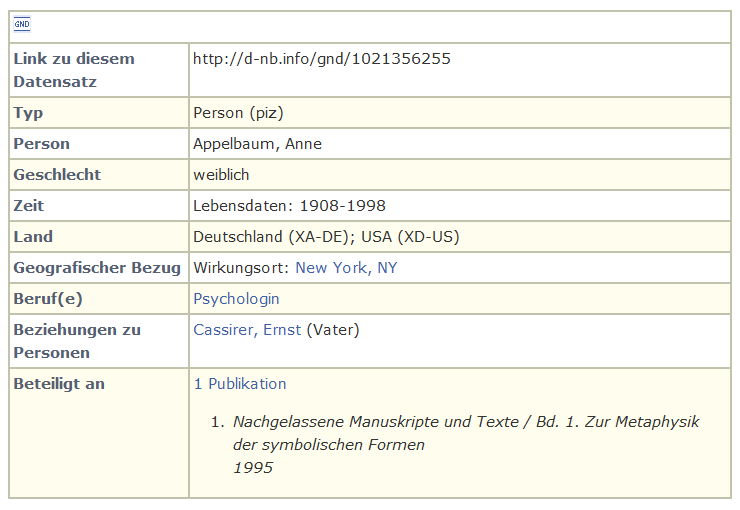
GNDのスクリーンショット

統合典拠ファイル（とうごうてんきょファイル、ドイツ語: Gemeinsame Normdatei、別名: 共通データベース、共通統一データベース）またはGNDとは目録からの個人名、件名標目、企業団体を組織化するための国際的典拠ファイルである、おもに図書館でのドキュメンテーションに使用されるが、公文書館や博物館での利用も増加している。GNDはドイツ国立図書館が欧州ドイツ語圏にある複数の図書館ネットワークやその他提携先との協力により管理していて、クリエイティブ・コモンズ・ゼロ (CC0) ライセンスで提供されている。
GNDの仕様は高レベルエンティティとサブクラスの階層で提供されていて、図書分類法に最適化されていて、単一要素の明確な識別にアプローチしている。また、Semantic Webにおいて知識表現に意図されたオントロジーを含んでいて、RDF形式で利用できる。
以下の典拠ファイルの内容を統合する形で2012年4月に稼働を始めていて、これらの典拠ファイルは運用終了となっている:
- 名前典拠ファイル（英語版） (ドイツ語: Personennamendatei; PND)
- 企業団体典拠ファイル（英語版） (ドイツ語: Gemeinsame Körperschaftsdatei; GKD)
- 件名標目典拠ファイル（英語版） (ドイツ語: Schlagwortnormdatei; SWD)
- Uniform Title File of the Deutsches Musikarchiv (ドイツ語: Einheitssachtitel-Datei des Deutschen Musikarchivs; DMA-EST)

稼働開始時点で（"GND-Grundbestand"は2012年4月5日より）、GNDは2,650,000もの個人名を含む9,493,860ファイルを持っている。
他の典拠ファイルにはアメリカ議会図書館によるLibrary of Congress Name Authority File (LCNAF)、日本の国立国会図書館によるWeb NDL Authorities（国立国会図書館典拠データ検索・提供サービス）、スウェーデン国立図書館によるLIBRIS、バーチャル国際典拠ファイル (VIAF)がある。

## GND高レベルエンティティの種類
GNDエンティティには7つの主な種類がある:
| Typ | ドイツ語 (公式)               | 英語 (翻訳)               | 和訳           |
| --- | ----------------------------- | ------------------------- | -------------- |
| p   | Person (individualisiert)     | person (individualized)   | 個人名         |
| n   | Name (nicht individualisiert) | name (not individualized) | 名前（非個人） |
| k   | Körperschaft                  | corporate body            | 企業団体       |
| v   | Veranstaltung                 | event                     | 出来事         |
| w   | Werk                          | work                      | 著作           |
| s   | Sachbegriff                   | topical term              | 話題的な用語   |
| g   | Geografikum                   | geographical place name   | 地理的な場所名 |